# Cyrtandra feaniana
Cyrtandra feaniana är en tvåhjärtbladig växtart som beskrevs av F. Brown. Cyrtandra feaniana ingår i släktet Cyrtandra och familjen Gesneriaceae. Inga underarter finns listade i Catalogue of Life.